# Моєнциці
Моєнциці (пол. Mojęcice) — село в Польщі, у гміні Волув Воловського повіту Нижньосілезького воєводства.
Населення — 1074 особи (2011).
У 1975-1998 роках село належало до Вроцлавського воєводства.

## Демографія
Демографічна структура станом на 31 березня 2011 року:
|          | Загалом | Допрацездатний вік | Працездатний вік | Постпрацездатний вік |
| -------- | ------- | ------------------ | ---------------- | -------------------- |
| Чоловіки | 532     | 114                | 387              | 31                   |
| Жінки    | 542     | 103                | 334              | 105                  |
| Разом    | 1074    | 217                | 721              | 136                  |